# Louise Visconti
Louise Alexandrine Palombe, conhecida como Louise Visconti (Paris, 1882 – Teresópolis, Rio de Janeiro, 1954), foi uma pintora nascida na França, naturalizada brasileira, esposa do pintor e designer Eliseu Visconti.

## Biografia
Filha Joseph Toussaint Palombe e de Louise Rosalie Rochard, sua família residia em Saint-Hubert, pequeno vilarejo da comuna francesa de Les Essarts-le-Roi  na região administrativa da Ilha de França. Trabalhava como auxiliar em um ateliê de costura em Paris quando conheceu Eliseu Visconti, em 1898. Este seria o último ano do período da bolsa de estudos do artista na capital francesa mas, com certeza, o relacionamento com Louise incentivou Eliseu Visconti a permanecer na França por conta própria até 1900. Visconti retorna sozinho ao Brasil e o casal ainda precisaria de algum tempo para vencer a resistência dos pais da jovem e consolidar sua união. Certamente eles não permitiram que Louise, então com 18 anos de idade, acompanhasse o artista. 

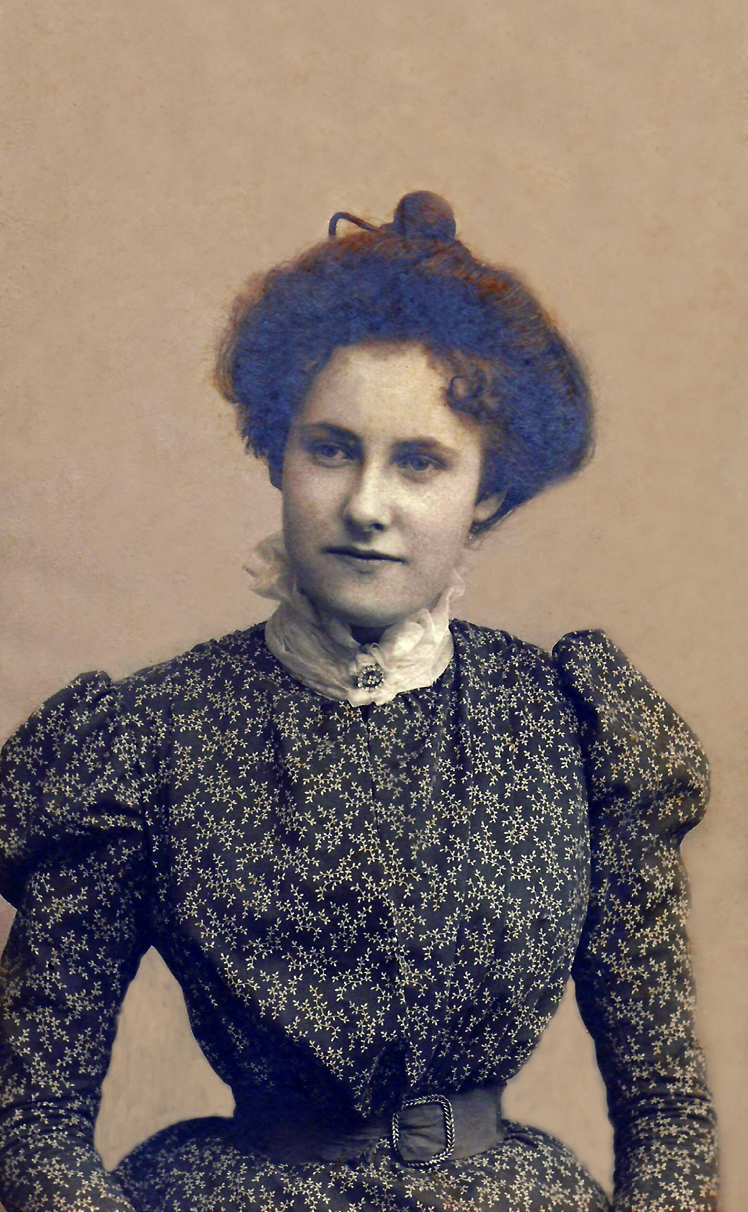
Louise Visconti c.1900

Visconti, assim que chega ao Rio de Janeiro, recebe por carta a notícia da gravidez de Louise. A primeira filha do casal, Yvonne, nasce em junho de 1901 e o empenho de Visconti em conseguir recursos para retornar à França é imediato. Mas as primeiras exposições que realiza no Brasil não se constituem num sucesso de vendas, prejudicando os planos de Visconti para voltar à Europa, o que ocorreria somente em 1904.
Com o convite que recebe no ano seguinte para executar as decorações da sala de espetáculos do Teatro Municipal do Rio de Janeiro, Visconti trabalha em Paris entre 1905 e 1907 e, após reunir as condições de trazer sua família para o Brasil, oficializa sua união com Louise no dia 14 de janeiro de 1909, em cerimônia realizada na comuna Les Essarts-le-Roi. 
No Brasil, a pequena família instala-se em apartamento da avenida Mem de Sá, no mesmo prédio que Visconti acabara de construir para abrigar o seu ateliê. Mas em maio já procuram outra residência, pois Louise queixava-se do calor excessivo no apartamento, situado abaixo do ateliê castigado pelo sol que penetrava por uma claraboia, projetada para boa iluminação. Certamente a nova gravidez de Louise apressou os planos de Visconti, que adquiriu um terreno na então ladeira do Barroso (atual ladeira dos Tabajaras), em Copacabana. Ali construiu a casa onde residiria com Louise e seus filhos, em meio a frondoso jardim, de onde avistava a totalidade da praia de Copacabana. Tobias, o segundo filho de Louise e Visconti, nasce no dia 30 de julho de 1910, ainda no apartamento da avenida Mem de Sá, meses antes da mudança para Copacabana. 
Louise retornaria com o marido a Paris em 1913, após ele ficar encarregado de executar novas decorações para o Teatro Municipal. Concluídos e instalados os trabalhos no teeatro em 1916, a família permanece em Paris até 1920 por conta da guerra, alternando períodos de permanência no vilarejo de Saint-Hubert e em Paris. E o terceiro filho do casal, Afonso, nasce em 1915 na capital francesa, completando a felicidade de Louise em estar próxima da mãe e dos irmãos.
Segundo depoimento deixado por seu filho Tobias, somente por volta de 1920, quando retorna definitivamente ao Brasil, Louise inicia-se na pintura, tendo como professor seu marido.

## Carreira

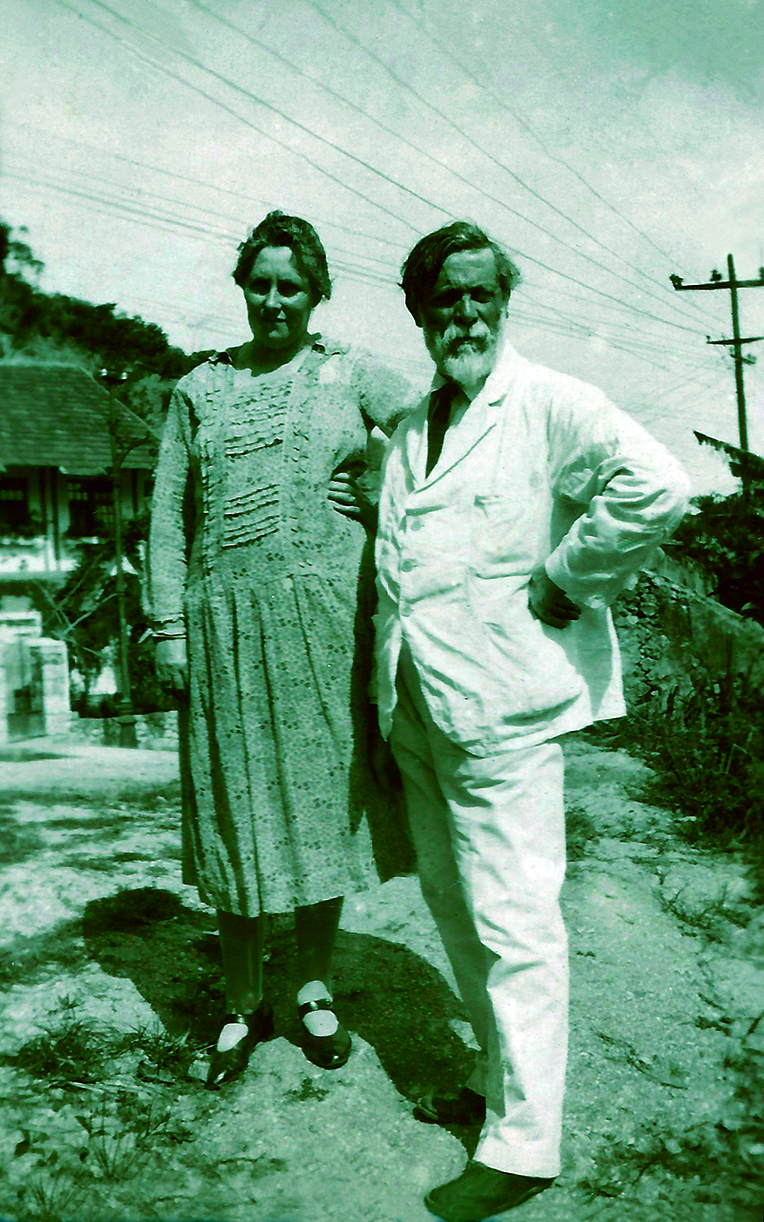
Louise e Eliseu Visconti em 1941

Louise especializou-se em aquarelas, privilegiando a pintura de natureza morta (peças de cerâmica, talheres, flores e frutas). Em diversas aquarelas de Louise notam-se as peças de cerâmica projetadas por Eliseu Visconti, tornando a composição harmoniosa e delicada, de sabor familiar.  Mas Louise executou também telas a óleo e paisagens, principalmente tomadas de seu jardim em Teresópolis. Nesta cidade serrana Louise permaneceria por grandes temporadas, a partir de 1928, na pequena casa de campo que Visconti havia construído para veraneio.
No acervo do Projeto Eliseu Visconti encontra-se aquele que seria o primeiro caderno contendo desenhos de Louise, em sua fase de aprendizado, datados de 1924. Ali são retratadas paisagens do entorno de sua residência em Copacabana.
Mas já a partir de 1925, Louise participa ativamente das Exposições Gerais de Belas Artes. Tem-se o registro de que expôs em 1925, 1926, 1927, 1928, 1929, 1930, 1933, 1934, 1935, 1937, 1939, 1940, 1943 e 1944. Recebe menção honrosa em 1925 e 1926, obtendo a medalha de bronze em 1928 e a medalha de prata em 1934. . Em suas aquarelas, de fina sensibilidade, nota-se a influência de seu professor e marido, principalmente no uso da cor. 
É de sua autoria a composição de flores que Visconti coloca nas laterais do friso do pano de boca do Teatro Municipal do Rio de Janeiro, quando o alargamento da boca de cena, na reforma do Teatro em 1934, exigiu que a pintura do pano fosse aumentada. 
Após a morte de Visconti, em 1944, Louise continuaria a produzir. Em 1948 decora a paleta que pertenceu a Visconti, utilizada na época das decorações do Teatro Municipal, e participa da Exposição de Paletas de Artistas Contemporâneos, realizada no Museu Nacional de Belas Artes. No mesmo Museu, participa em 1948 da Exposição de Arte em benefício do Joint (American Jewish Joint Distribution Committee), organizada por Paulina Kaz. E volta ao MNBA em julho de 1949 para expor na Exposição de Aquarelas, com as obras intituladas "Frutas" e "Flores".
Louise morre em 1954, em sua residência em Teresópolis, após sofrer um infarto. Já doente, não comparece à II Bienal Internacional de Arte de São Paulo, que homenageava seu esposo com uma Sala Especial. A homenagem a Visconti emocionou Louise, que participou da seleção das obras que compuseram a Sala Especial.
Além de sua discípula em pintura, Louise se tornaria figura marcante e inspiradora da obra de Visconti. Para Carlos Drummond de Andrade, Louise foi o mais amado entre os modelos do pintor, e Visconti, em matéria de modelos, preferia-os familiares porque eram aqueles a quem, por muito amar, muito compreendia.

## Ligação externa
- «Página oficial de Eliseu Visconti.»